# Hans Luther
Hans Luther (Berlín, 10 de març de 1879 - Düsseldorf, 11 de maig de 1962) fou un polític alemany i canceller d'aquest mateix país.

## Biografia
Nascut a Berlín, Luther es va iniciar en la política el 1907 en esdevenir el regidor de la ciutat de Magdeburg. Va continuar i va convertir-se en Secretari de la Städtetag alemany el 1913 i llavors burgmestre d'Essen el 1918. El desembre de 1922, el Canceller Wilhelm el nomena ministre de l'Alimentació i l'Agricultura.
Va mantenir la seva posició el 1924, quan Wilhelm Marx es va convertir en Canceller. El 1925, va ser nomenat Canceller d'Alemanya, però Marx es reprèn l'oficina de l'any següent. Luter també breument va actuar com a cap d'Estat després de la mort de Friedrich Ebert.
El 1930, Hans Luther va ser nomenat president del Reichsbank. Poc després va ser nomenat ambaixador alemany als Estats Units, càrrec que va ocupar des de 1933 fins a 1937, després d'això es va retirar.
El 1933, Luther, fou professor al campus de la Universitat de Colúmbia. En un seu discurs va posar èmfasi en «les intencions pacífiques de Hitler» cap als seus veïns europeus. Nicholas Murray Butler, president de Colúmbia, va rebutjar les crides per cancel·lar la invitació, citant la necessitat de la llibertat acadèmica. Després de la Segona Guerra Mundial, Luther va sortir del seu retir per esdevenir un assessor per al nou govern.
Va morir a Düsseldorf l'11 de maig de 1962.